# Javier Antón
Javier Antón Cacho, né le 24 octobre 1972, est un homme politique espagnol membre du Parti socialiste ouvrier espagnol (PSOE).
Il est élu député de la circonscription de Soria lors des élections générales de décembre 2015.

## Biographie

### Vie privée
Il est marié et père de deux enfants.

### Études et profession
Diplômé en magistère, il est professeur de l'enseignement maternel et primaire dans la province de Soria où il a exercé les fonctions de président du conseil provincial de la jeunesse. Impliqué au sein de la branche jeunesse de la Croix-Rouge, il a été recruté comme technicien aux programmes éducatifs.

### Activités politiques
Lors des élections municipales de mai 2003, il postule en deuxième position sur la liste conduite par Eloísa Álvarez Oteo et se retrouve élu conseiller municipal d'opposition de Soria. Il remporte un nouveau mandat lors des élections de 2007 et intègre l'exécutif municipal après l'investiture de Carlos Martínez Mínguez au poste de maire. Il se trouve réélu en 2011 et la délégation de l'Environnement et de la Durabilité urbaine lui est confiée. Après les élections municipales de 2015, il est nommé conseiller aux Services locaux.
Secrétaire à l'Organisation de la section socialiste provinciale, il est investi tête de liste en vue des élections générales de décembre 2015 dans la circonscription de Soria,. Affrontant l'ancien président conservateur de la chambre basse Jesús Posada, sa liste remporte 23,79 % des voix et l'un des deux sièges en jeu. Élu au Congrès des députés, il est choisi comme premier secrétaire de la commission de l'Agriculture, de l'Alimentation et de l'Environnement et porte-parole des élus socialistes à la commission de l'Éducation et du Sport. Réélu lors du scrutin anticipé de juin 2016, il est confirmé dans ses responsabilités. À la scission de la commission de l'Éducation et du Sport, en juin 2018, il devient porte-parole à celle de la Culture et du Sport.